# モゼワイン
モゼワイン (Moe Set Wine, ビルマ語: မိုးစက်ဝိုင်, 発音 [mó zɛʔ wàiɴ], 中国語: 楊鑫榮, 拼音: Yáng Xīnróng。1988年5月20日 - ）は、ミャンマーのモデル・女優。Miss Universe Myanmar 2013として知られる。

## 経歴
1988年5月20日、ヤンゴンに生まれる。父は中国系、母はタイ系の少数民族シャン族。出生名Wai Wai Khine 。
ダゴン大学（Dagon University）卒業。英語学の学士。後に米国で大学教育を続け、カリフォルニアルーセラン大学でマーケティングの学士を取得。
2009年、ローカル紙『金鳳凰』が主宰するビルマ系中国人のミスコン「緬甸金鳳凰杯中華小姐選拔」に楊鑫榮 (Yang Xinrong)名義で出場。準優勝。
2013年10月3日、National Theatre of Yangonで開催されたMiss Universe Myanmar 2013で優勝、また、インターネット投票によるMiss Perfect SkinおよびMiss Famousのタイトルも獲得した。賞金1万0300米ドルと自動車を授与された。
2013年11月9日、モスクワで行われたミス・ユニバース2013に出場。入賞ならず。

## その他
「緬甸金鳳凰杯中華小姐選拔」に出場したことがあると中国系メディアが伝えると、ミャンマーのソーシャルメディアの一部には疑問を呈す者もいた。彼女の市民権について、あるいは華僑を祖先とする者がミャンマーを代表できるか。この問題に関してMiss Universe Myanmar 2013を主宰する Hello Madam Media の広報担当者は、彼女はビルマの市民権を持っており、彼女の両親はシャン族とビルマ族のルーツを持ち、シャン州ムーセー県ナムカン郡区のナムカム（Namhkam）出身であると声明を出した。
2015年1月9日、彼女はMyanmar's Heartという地域チャリティーグループを設立した。